# By My Side (Ben Harper)
By My Side è un album di raccolta del cantante statunitense Ben Harper, pubblicato l'8 ottobre 2012.

## Tracce
Testi e musiche di Ben Harper.
1. Forever – 3:25
2. By My Side – 3:35
3. Gold to Me – 4:58
4. Diamonds on the Inside – 4:24
5. In the Colors – 3:01
6. Beloved One – 3:59
7. Not Fire Not Ice – 3:40
8. Morning Yearning – 4:04
9. Feel Love – 3:44
10. Happy Everafter in Your Eyes – 2:24
11. Waiting on an Angel – 3:53
12. Crazy Amazing – 3:58